# Billboard Malaysia Songs
Malaysia Songs é uma parada musical de gráficos da Malásia, compilada pela Billboard desde fevereiro de 2022. Essa parada faz parte da coleção de paradas Hits of the World ' Billboard, classificando as 25 melhores músicas semanalmente em mais de 40 países ao redor do mundo. 
A primeira música que alcançou o número um na parada foi "Angel Baby" de Troye Sivan na edição de 19 de fevereiro de 2022.  A música que está atualmente no primeiro lugar da parada, na edição de 26 de outubro de 2024, é "Die with a Smile" da  Lady Gaga e Bruno Mars . 